# 奧果韋-洛洛省
奧果韋-洛洛省（法語：Ogooué-Lolo）是加蓬的9個省份之一，位於該國南部，首府庫拉穆圖（Koulamoutou），下分3縣，北接奧果韋-伊溫多省，東面是上奧果韋省，南面是剛果共和國，西臨恩古涅省，西北面是中奧果韋省，面積25,380平方公里。

奧果韋-洛洛省